# Конін (Лодзинське воєводство)
Конін (пол. Konin) — село в Польщі, у гміні Паб'яниці Паб'яницького повіту Лодзинського воєводства.
Населення — 129 осіб (2011).
У 1975-1998 роках село належало до Лодзинського воєводства.

## Демографія
Демографічна структура станом на 31 березня 2011 року:
|          | Загалом | Допрацездатний вік | Працездатний вік | Постпрацездатний вік |
| -------- | ------- | ------------------ | ---------------- | -------------------- |
| Чоловіки | 64      | 11                 | 48               | 5                    |
| Жінки    | 65      | 11                 | 40               | 14                   |
| Разом    | 129     | 22                 | 88               | 19                   |